# Jean François Le Gonidec de Kerdaniel
Pour les autres membres de la famille, voir Famille Le Gonidec.
Jean-François-Marie-Maurice-Agathe Le Gonidec de Kerdaniel (1775 - 1838) est un grammairien breton, linguiste de la langue bretonne, premier unificateur de l'orthographe de la langue bretonne. Il fut aussi un celtomane.

## Biographie
Jean-François est né au Conquet (Finistère) le 4 septembre 1775 d'une vieille famille bretonne. Il est le cousin germain de Joseph-Julien Le Gonidec de Kerdaniel.
Il perd sa mère à l'âge de trois ans et est alors recueilli par sa marraine, Mme de Kersauzon-Goasmelquin, au château de Kerjean-Mol en Trébabu.
Il fait ses études au collège de Tréguier de 1787 à 1791, est emprisonné un temps pendant la Terreur au château de Brest, et aurait ensuite participé à la Chouannerie. À partir de 1804, il entre à Paris dans la Marine de guerre et devient commis dans son administration des forêts, laquelle avait le droit de prélever du bois pour la construction de ses navires. Il est affecté dans plusieurs villes : Paris, Hambourg, Nancy et Moulins, puis à Angoulême où il reste pendant de nombreuses années.
Il occupe ses loisirs à la rénovation de l'orthographe du breton et à l'élaboration de sa grammaire. Dès 1807, il publie une Grammaire celto-bretonne qui cherche à en dégager le système syntaxique et qui est le second ouvrage important du genre après le Sacré Collège de Jésus publié en 1657 par le père Julien Maunoir.
Il avait été membre, avec Jacques Cambry, de l'éphémère Académie celtique créée en 1803 à Paris et qui fut le point d'orgue de la mode de la celtomanie, pourtant une véritable hérésie scientifique. En 1821, il publie à Angoulême un Dictionnaire celto-breton qui sera enrichi et réédité en 1850 par La Villemarqué. Il rénova la langue bretonne en simplifiant son écriture.
Son grand souci était de traduire la Bible en breton, car il connaissait l'effet positif que la traduction galloise avait eu sur le maintien du gallois. Cherchant l'accord de l'Église catholique romaine, il publie en 1821 un Katekiz historik (Catéchisme historique) qui est approuvé. Mais, sa traduction du Nouveau Testament (Testamant nevez) ne put être publiée en 1827 qu'aux frais d'une organisation protestante anglaise, ce qui lui vaut une interdiction officielle (mise à l'index
) par l'Église catholique.
En 1833, il s'établit à Paris et entre dans la Compagnie des Assurances générales fondée par un compatriote breton. En 1837, il fait paraître  un  Dictionnaire français-breton  et meurt l'année suivante à Paris (le 12 octobre 1838). Il ne peut donc voir la réédition le 2 décembre suivant de sa Grammaire celto-bretonne.

### Tombe au cimetière de Lochrist
Le Gonidec est mort à Paris le 12 octobre 1838, mais son corps fut ramené à Lochrist en 1845.
Sa tombe est visible au cimetière de Lochrist, près du Conquet. Elle a été érigée par les Gallois et les Bretons, en témoignage de reconnaissance. Elle est surmontée d'un monument portant des inscriptions, en gallois et breton, et une inscription plus brève en français.
| Texte en gallois | Même texte en breton | (Traduction française) | Texte en français |
| --- | --- | --- | --- |
| Ar Gonidec, dyn da Ei enw sydd yma Yn arwydd o wir vawl A'r cariad tynera Ar bawl-vaen a sawid, Gan vrodyr Brythoniaid Prydain vechan gyda Prydain vawr, Gomeriaid, Am y carai ei vro, A'i iaith y Vrythoneg, I b'un gwnaeth Eir-Lyvr Ac hevyd Rammadeg, Ac am droi, y gyntav Yr holl Vibl santaidd I iaith y Brythoniaid, Gwaith mawr, da, nevolaidd. | Ar Gonidec, den mad, He hano zo ama, Da arouez a wir veuleudi hag ar garantez denera, War eur peul-van savet Gant breudeur Bretoned Breiz vihan ha Breiz-veur Gomered ; Dre ma kare e vro Hag he iez ar Brezonek Da b'hini e reaz ger-levr Hag ive eur grammar, Hag evit trei, ar c'henta Ann holl Vibl santel E iez ar Vretoned. Labour braz, mad, celestiel. | Le Gonidec, homme de bien, son nom est ici, en témoignage d'éloge sincère et du plus tendre amour, sur une colonne de pierre élevée par des frères Bretons de la petite Bretagne, et de la Grande-Bretagne, Celtes, parce qu'il aimait son pays et sa langue bretonne en laquelle il fit un dictionnaire et aussi une grammaire, et parce qu'il traduisit, le premier toute la Sainte Bible dans la langue des Bretons. Œuvre grande, bonne, céleste. | Erigé en 1845 et renversé par la foudre en 1846, ce monument a été relevé et complété, en 1851, par les habitants du Pays de Galles, en témoignage de leur admiration pour LE GONIDEC, restaurateur de la langue celto-bretonne, en laquelle il a traduit la Sainte Bible. |

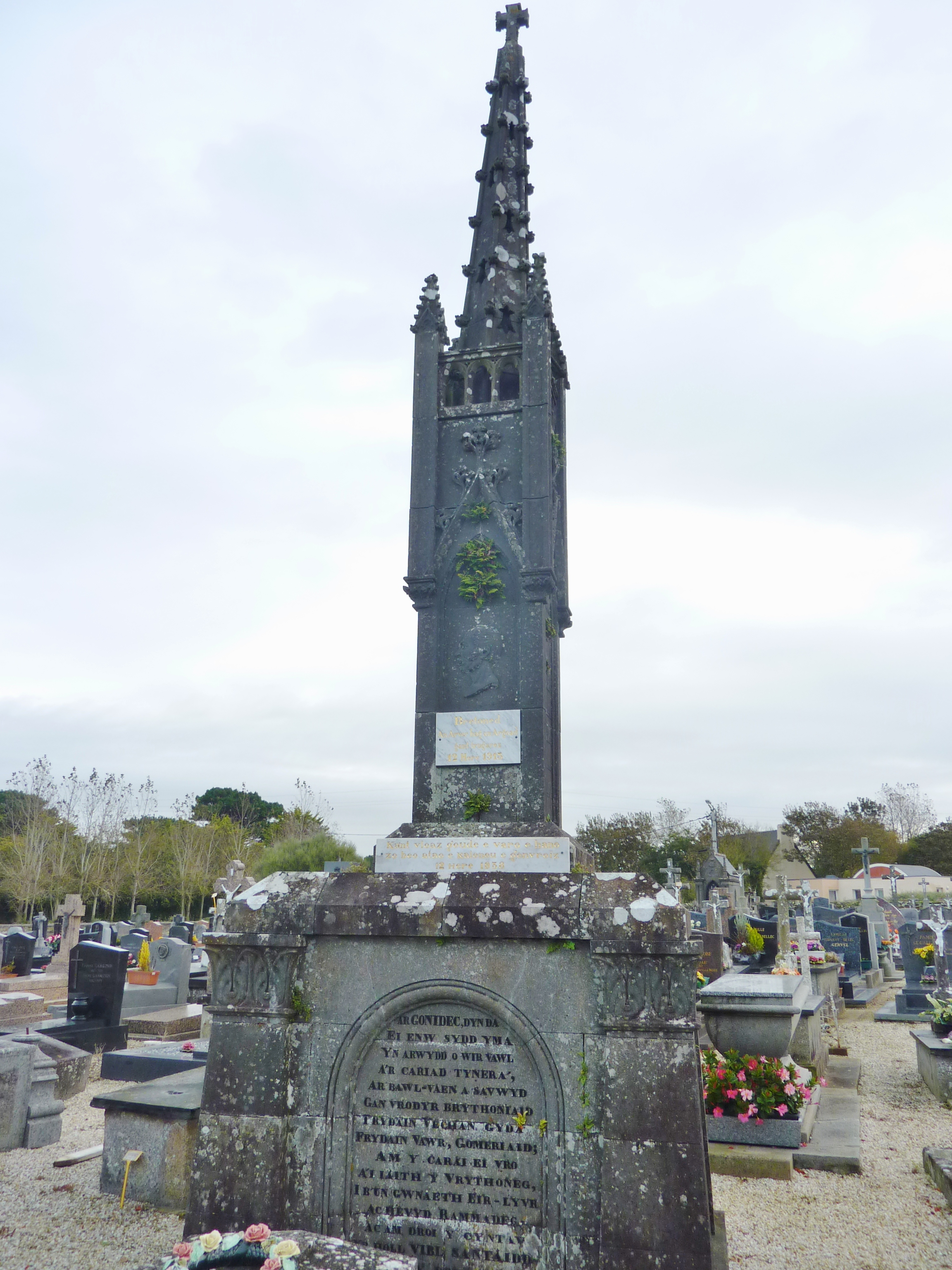
Tombe de Jean-François Le Gonidec dans le cimetière de Lochrist, vue d'ensemble
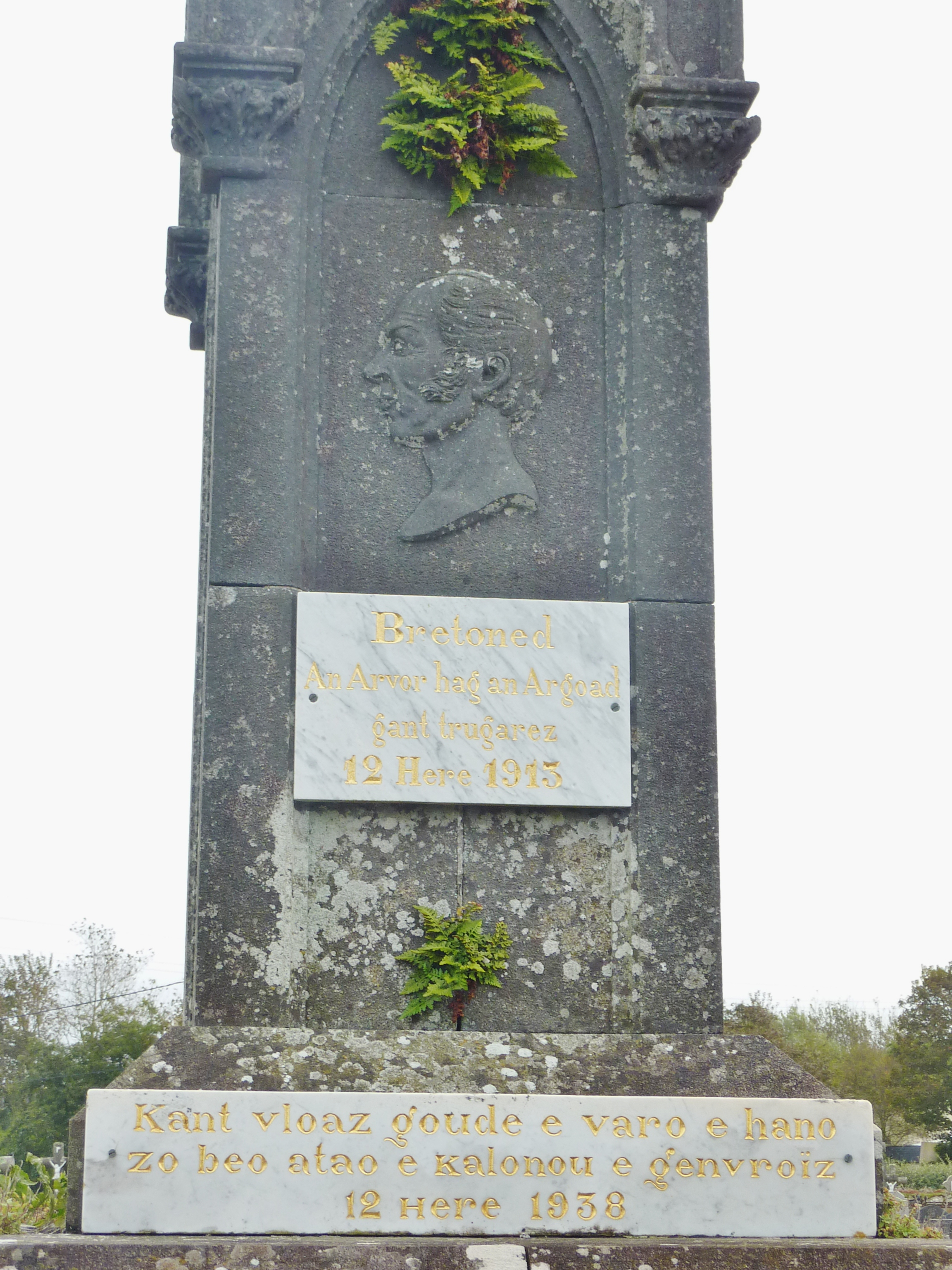
Tombe de Jean-François Le Gonidec dans le cimetière de Lochrist, face avant
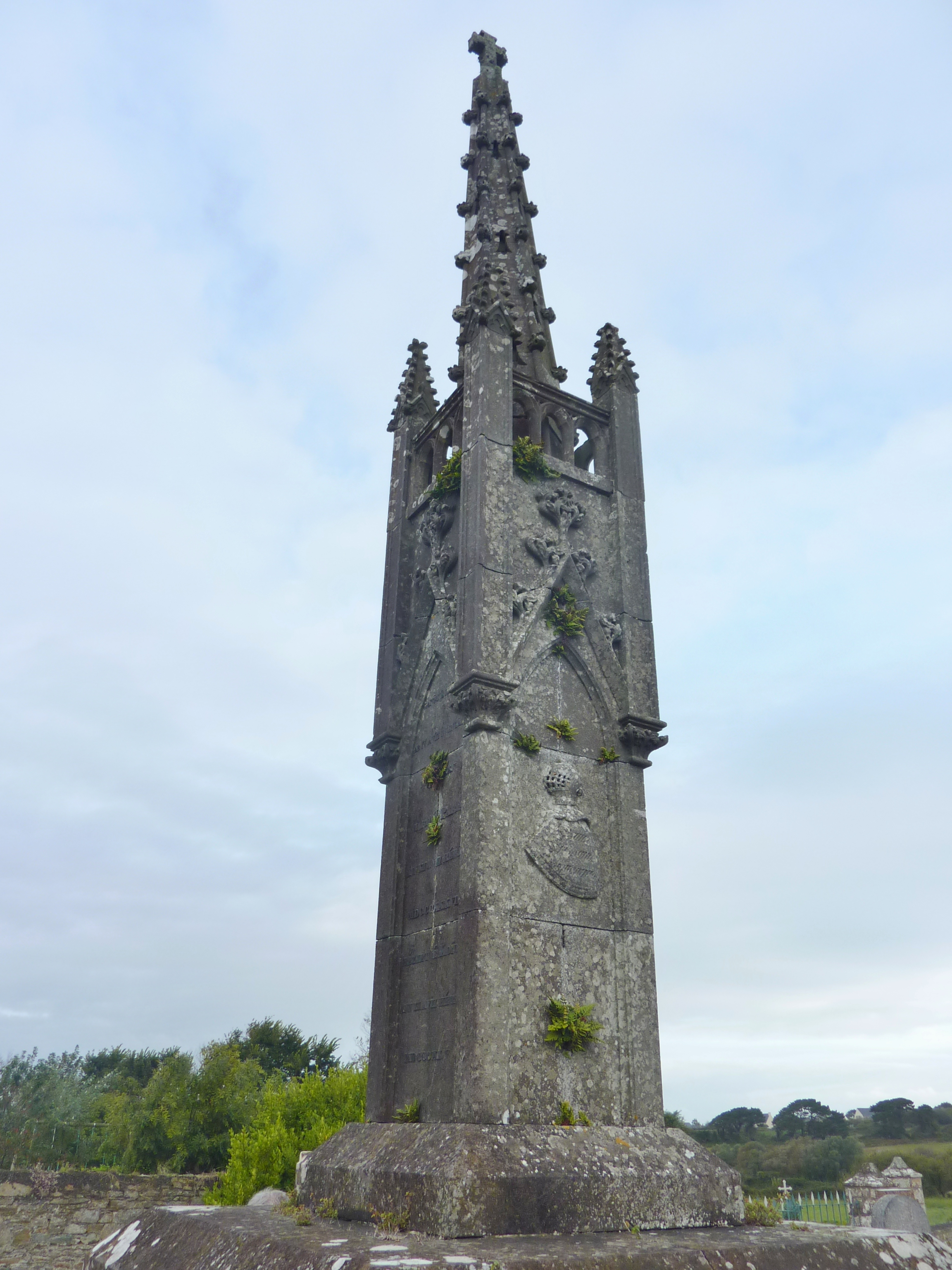
Tombe de Jean-François Le Gonidec dans le cimetière de Lochrist, face arrière
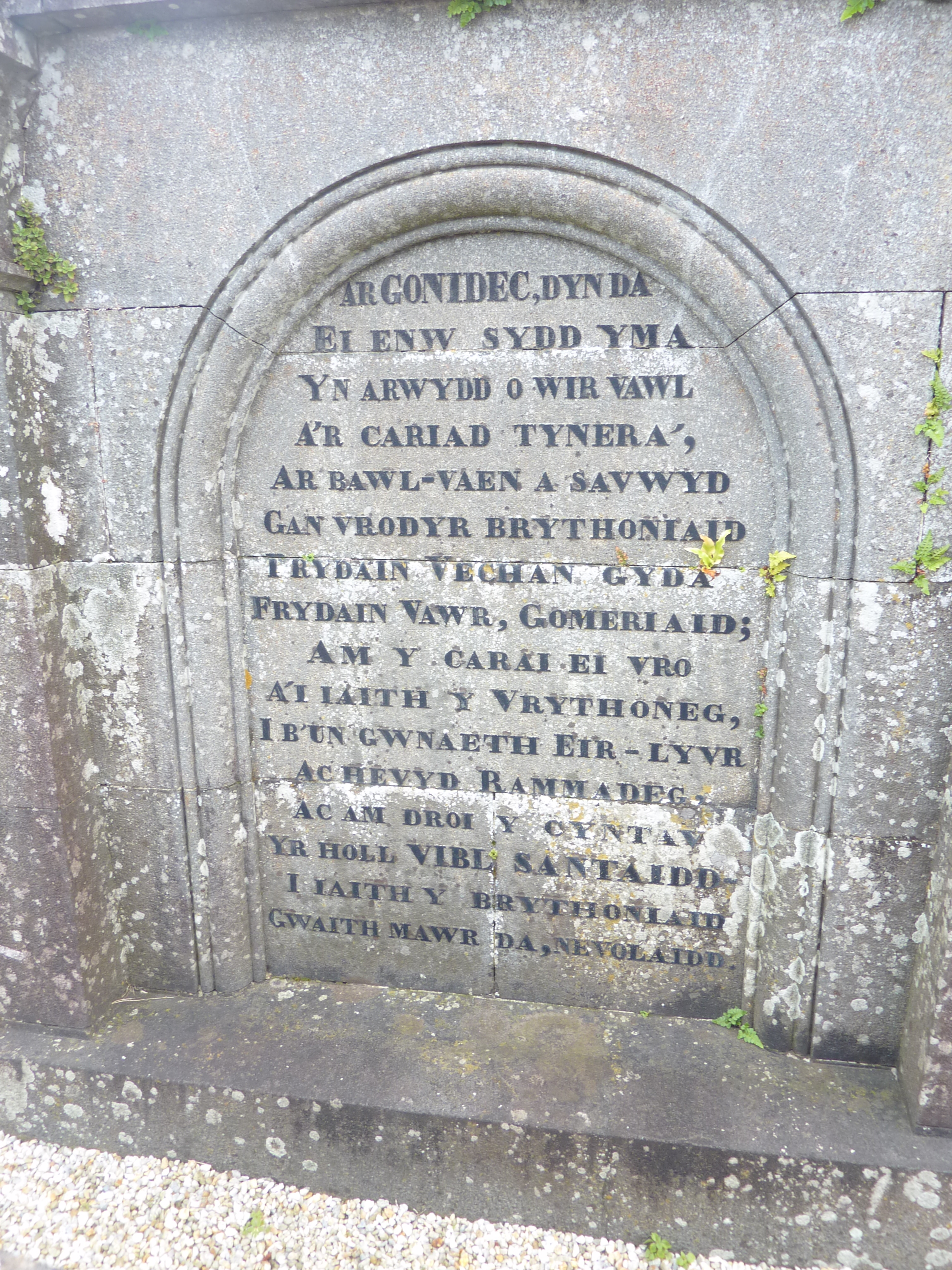
Tombe de Jean-François Le Gonidec dans le cimetière de Lochrist, texte en gallois
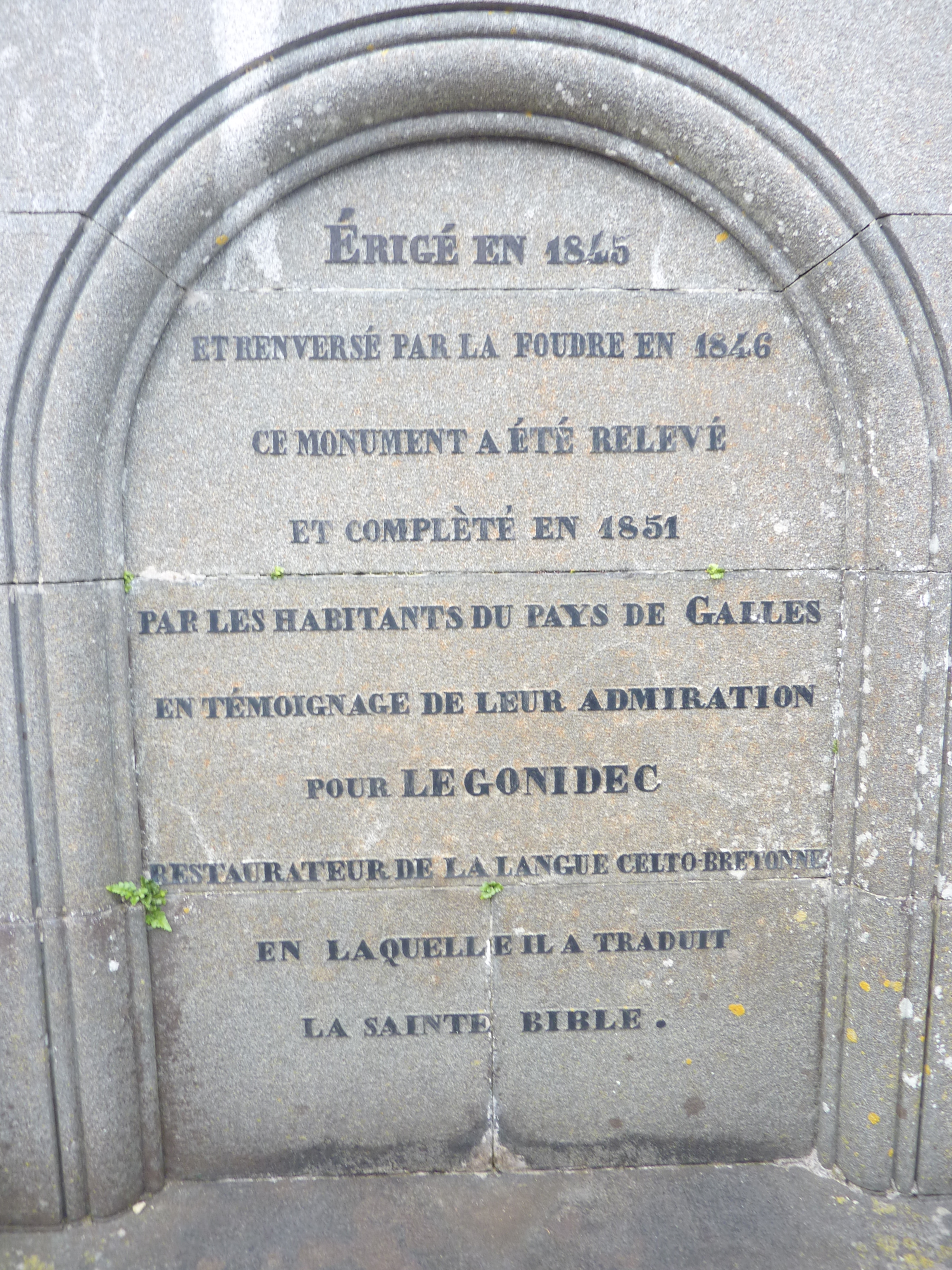
Tombe de Jean-François Le Gonidec dans le cimetière de Lochrist, texte en français

## Œuvre
Jean-François le Gonidec  a joué un rôle important dans l'histoire de sa langue maternelle, car il a été l'initiateur d'une réforme de son orthographe, il en a écrit une grammaire (en précisant les règles grammaticales du breton, fixe des normes orthographiques précises et s'efforce d'éliminer les mots empruntés au français) et traduit pour la première fois le Nouveau Testament. Certains de ses épigones l'ont surnommé « Reizher ar brezhoneg » (le correcteur de la langue bretonne).
L'influence de l'œuvre linguistique de Le Gonidec a été immense, car ses réformes orthographiques ont été adoptées immédiatement par Théodore Hersart de la Villemarqué (1815-1895), devenu, grâce au Barzaz Breiz et jusqu'à la querelle du même nom, l'autorité incontestée pour le breton. Quelques prêtres seulement les suivirent au début, mais le nouveau système sera adopté après 1840 grâce au soutien de l'évêque de Quimper, Monseigneur Joseph-Marie Graveran (1793-1855).

## Sources
- Louis-Marie Dujardin. La vie et les œuvres de Jean-François-Marie-Maurice-Agathe Le Gonidec, grammairien et lexicographe breton, 1775-1838. Préf. P. Le Roux. Brest, Impr. Comm. & adm., 1949, 376  p.